# 이스즈 슈퍼크루저

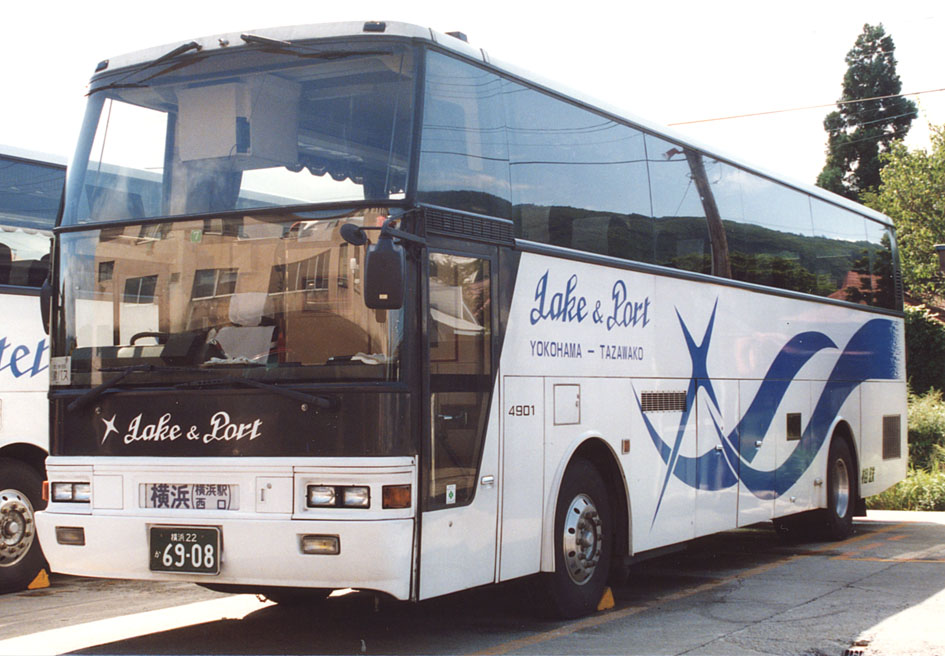
이스즈 슈퍼크루저

이스즈 슈퍼크루저(영어: Isuzu Super Cruiser, 일본어: いすゞ・スーパークルーザー 이스즈 스파크루자[*])는 일본 이스즈 자동차가 만든 고속버스, 전세버스 모델로 1986년부터 1996년까지 생산했다.
당시 차체 생산 기업은 아이케이 코치 (구, 가와시게 차체)에서 생산된 차체를 기준으로 후지중공업 (현, 스바루), 서일본 차체 공업이 있지만, 본 차량은 표준 차체인 아이케이 코치에서 생산된 차체로 주축으로 생산되었다.
또한 이스즈 자동차의 전세버스, 고속버스 모델의 변천사를 바탕으로 1986년 이전 모델인 BX 모델부터 P-LV2A 모델까지 생산한 바 있다.

## 모델

### 1960년대이전

#### BX
기존 이스즈 BX 차량 계통의 BX95 차량의 차체를 기반으로 제작된 차량으로 1950년대에 유행했던 차량의 디자인이다.

#### BA/BC
1950년에 최초로 출시된 차량으로 엔진은 DA80형이 탑재되었다. 1955년에 6기통 엔진인 DH10형 엔진으로 변경되었다. 1957년에 BA341P형 모델이 에어 서스펜션이 탑재되면서 이후 다른 차량에 적용되었다.

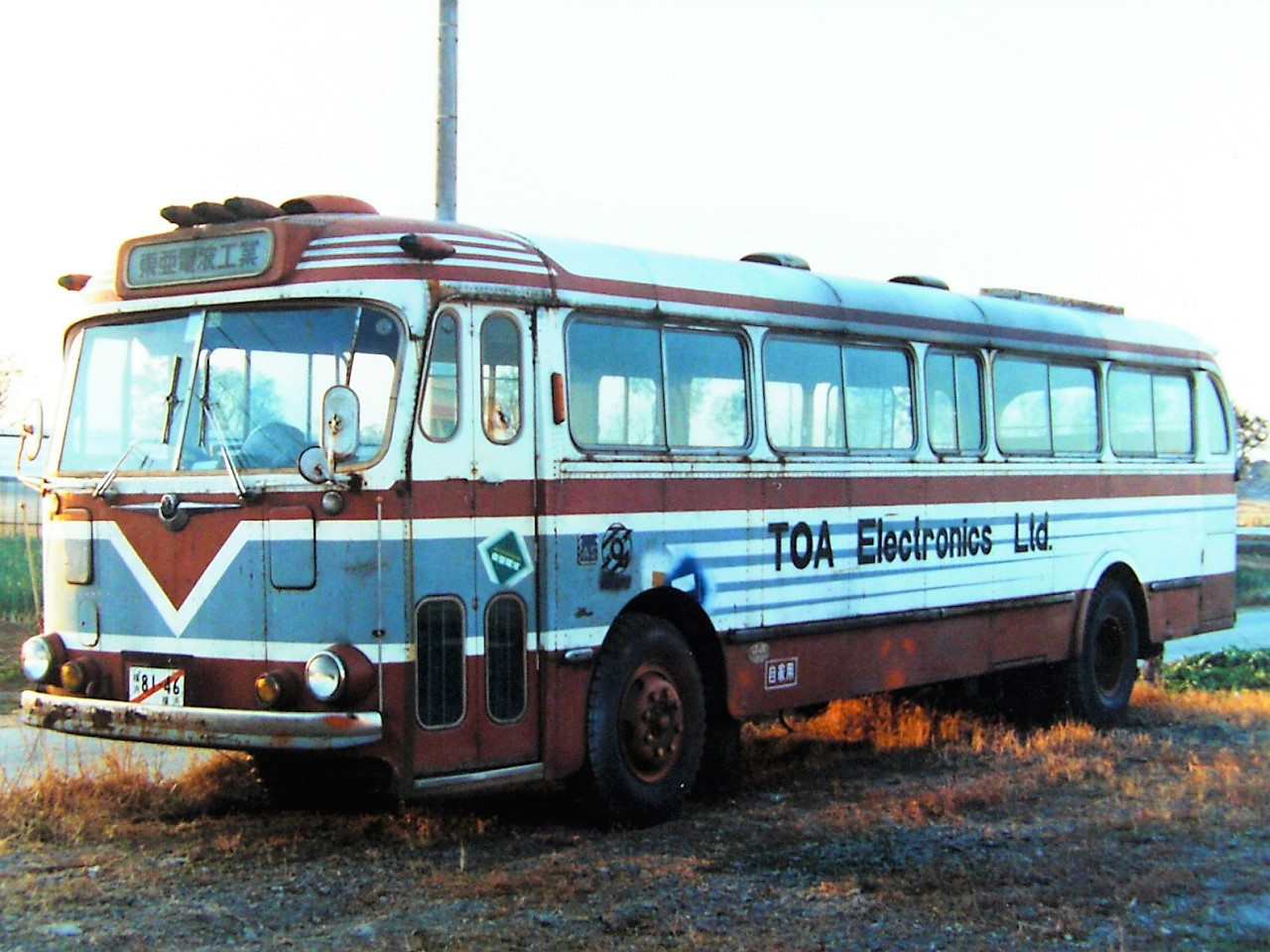
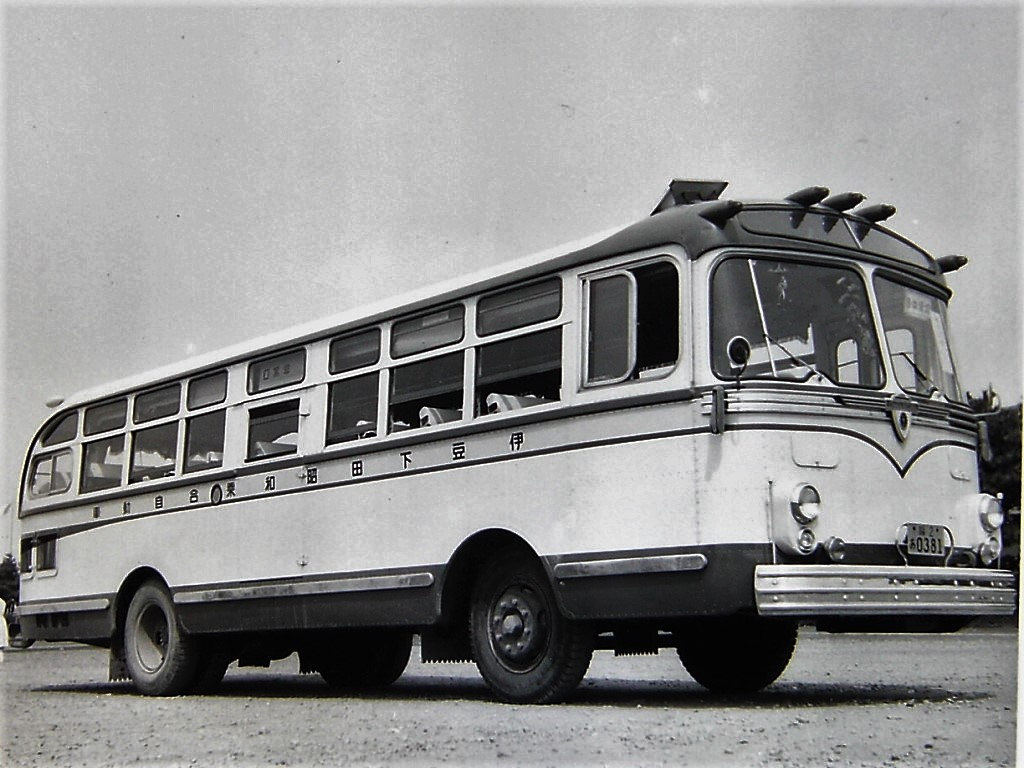

### 1960년대이후

#### BU/BH 1세대
1959년에 최초로 BH162형 모델이 출시했고 HD급 차량이다. 길이는 11.43m, 전폭 2.49m, 전고 3.35m로, 엔진은 수평형 터보 엔진인 DH100형이 탑재되었다. 1963년에 BU30P형이 출시되었고 길이는 11.43m, 전폭 2.49m,전고 3.14m로 엔진은 BH162형과 마찬가지로 DH100형이 탑재되었다. 또한 차체의 경우 가와사키 중공업에서 제작된 항공기용 알루미늄 합금으로 제작되었다. 기존 BH162형과 달리 와전류 제동 리타더가 탑재되었다.
1965년에 BU15P/BU20P가 출시되었고 엔진의 경우 DH100H가 탑재되었다. 1969년에 도메이 고속도로 전용으로 제작된 12m의 차량인 BH50P/BH20P 모델이 출시되었다. BH50P의 엔진은 8기통 엔진인 OHV V170형이 탑재되었다. 그러나 도입 당시 출력 문제 및 브레이크 패드의 마모등의 문제가 발생하면서 2대만 생산하고 단종되었다. BH20P의 엔진은 V170형 엔진을 탑재했으며 전장 11m급 차량이다.

### 73SC 하이데커 I, II, III, IV, V

#### BU/BH 2세대
1973년에 BH21P로 출시되었고, 엔진은 8MA1형이 탑재되었다. 대한민국의 경우 새한자동차(한국GM의 전신)가 1976년부터 1987년까지 일본 이스즈 자동차사와 기술 제휴를 통해서 새한 BU 모델을 생산한 바가 있다. 또한 태국 사양의 경우 CPA/CQA 모델이 있으며 BU 모델의 파생 차량이다. 하이데커와 병행으로 생산했고, 1983년에 하이데커 I, II 모델과 마찬가지로 전면부 패널의 형태가 하이데커 III형과 동일하게 변경되었다.

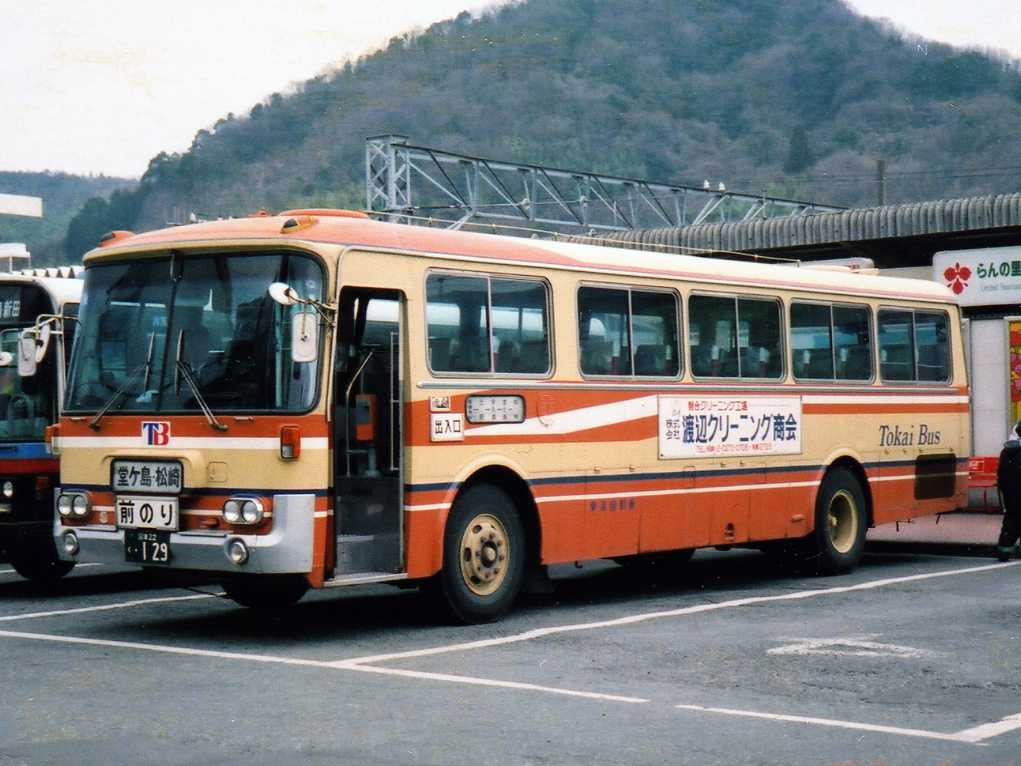
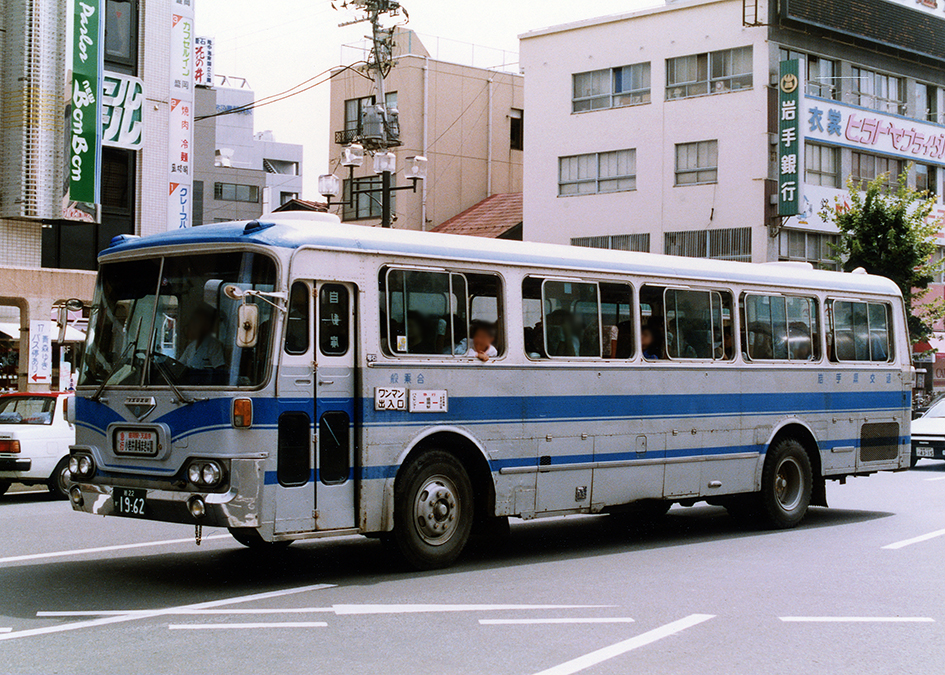
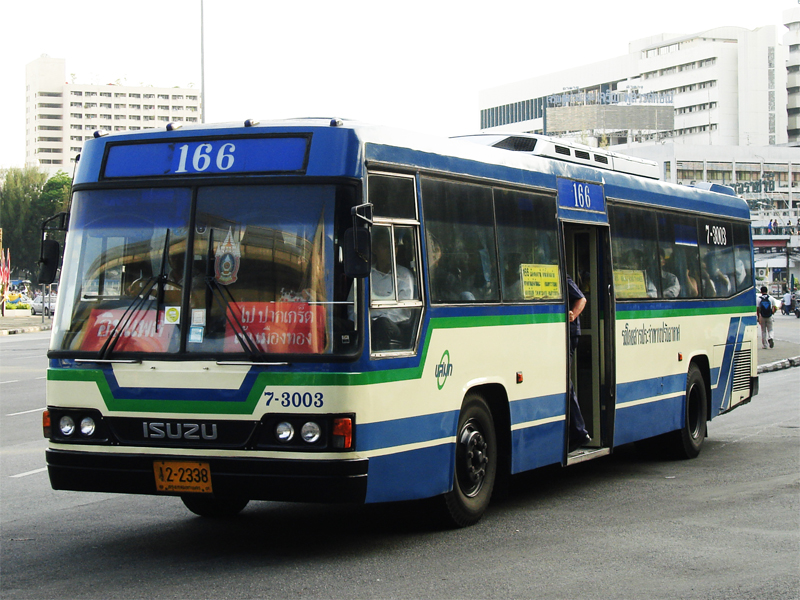

#### C/A
1975년에 최초로 CRA580/650 모델로 출시되었고 이스즈 자동차에서 새로 개발된 10PA1형이 탑재되었다. 차량 표기도 개정되면서 C는 리어 엔진 버스를 의미하고 A는 에어 서스펜션 적용 차량을 의미하며, 580 및 650은 차량의 전장을 의미한다.

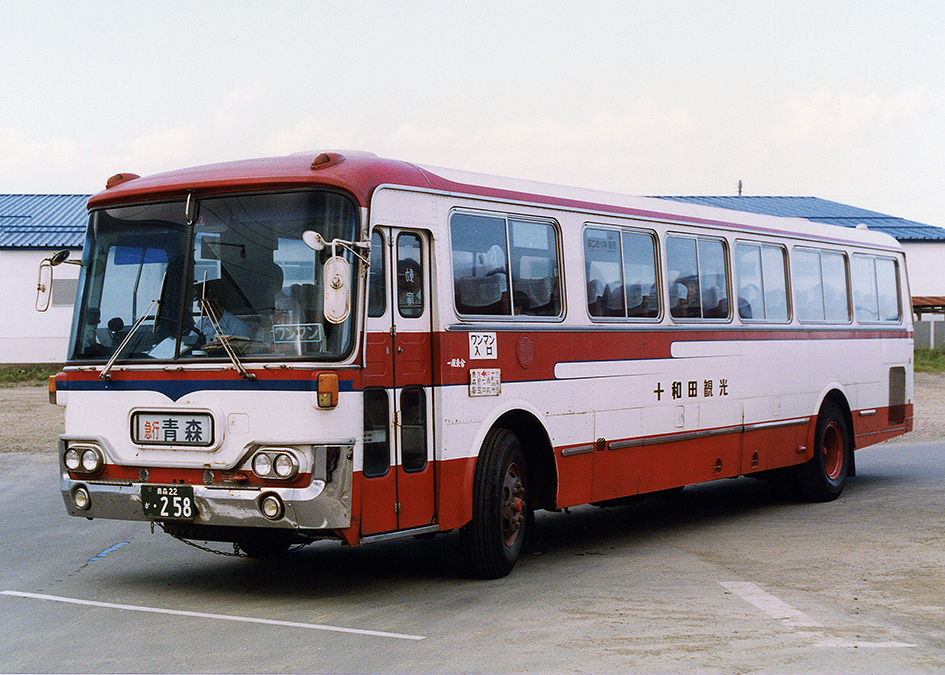
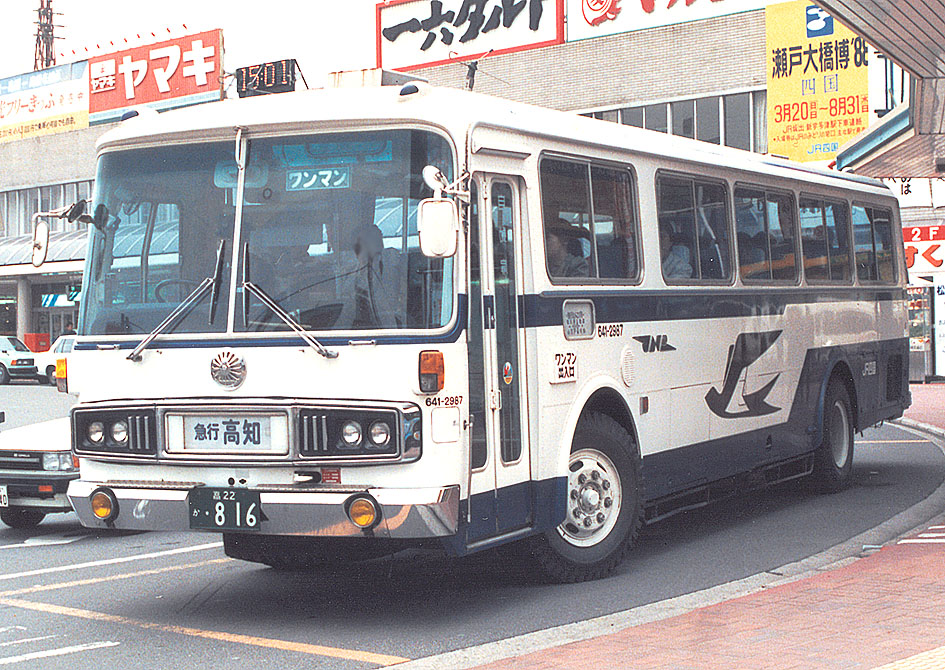

#### 하이데커 I, II, III, IV, V
1976년에 최초로 하이데커 I 모델이 출시되었다. 차체는 가와사키 중공업에서 제작된 차체로 전고는 3,3m 차량이다. SD급 차량으로 천장 전면이 경사 창문으로 구성되었다. 1977년에 하이데커 II 모델이 출시되었다. 1979년에 배출가스 규제 댕응에 따라 K-CSA580/650 차량이 1980년에 출시되었다. 10PB1형 엔진이 추가되면서 차량 표기도 S로 변경되었다. 이후 10기통 엔진을 탑재한 차량에 'V10SS'CRA 앰블럼이 붙고,10PA 엔진 탑재 차량은 'V10S' 앰블럼이 적용되었다.
1980년에 하이데커 III, IV 모델이 동시에 출시되었고 하이데커 III의 기본 구조는 모노코크 차체가 적용되었고, 측면과 후면에 대형 창문이 적용되었다. 하이데커 IV 모델의 경우 리벨리스 디자인이 적용되었다. 1981년에 하이데커 IV 모델의 파생형인 하이데커 V 모델이 출시되었다. 4등식 헤드램프가 적용되었다. 1983년에 하이데커 I, II 모델의 전면부 패널의 형태가 하이데커 III형과 동일하게 변경되었다.

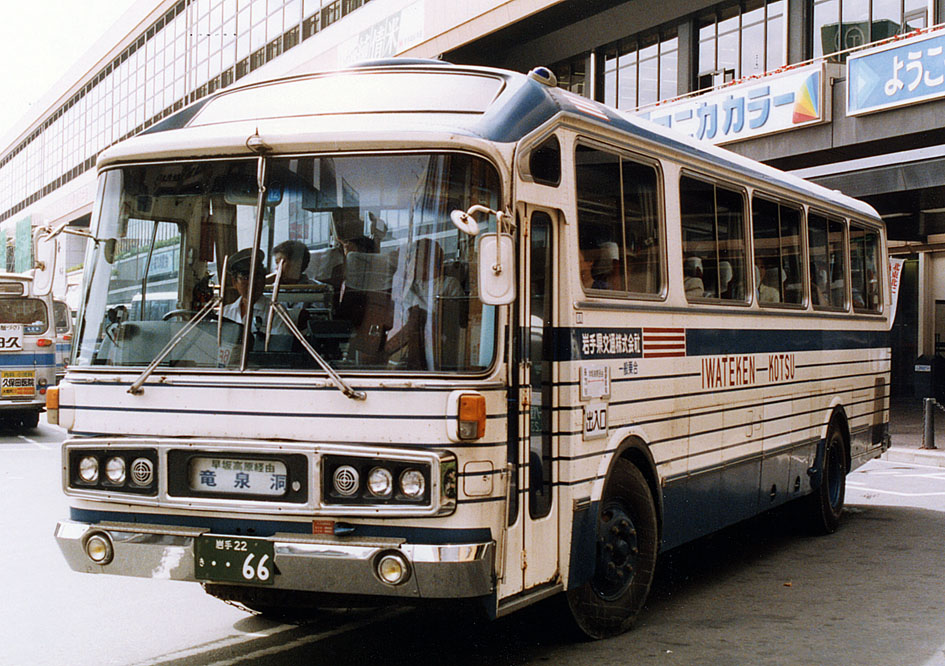
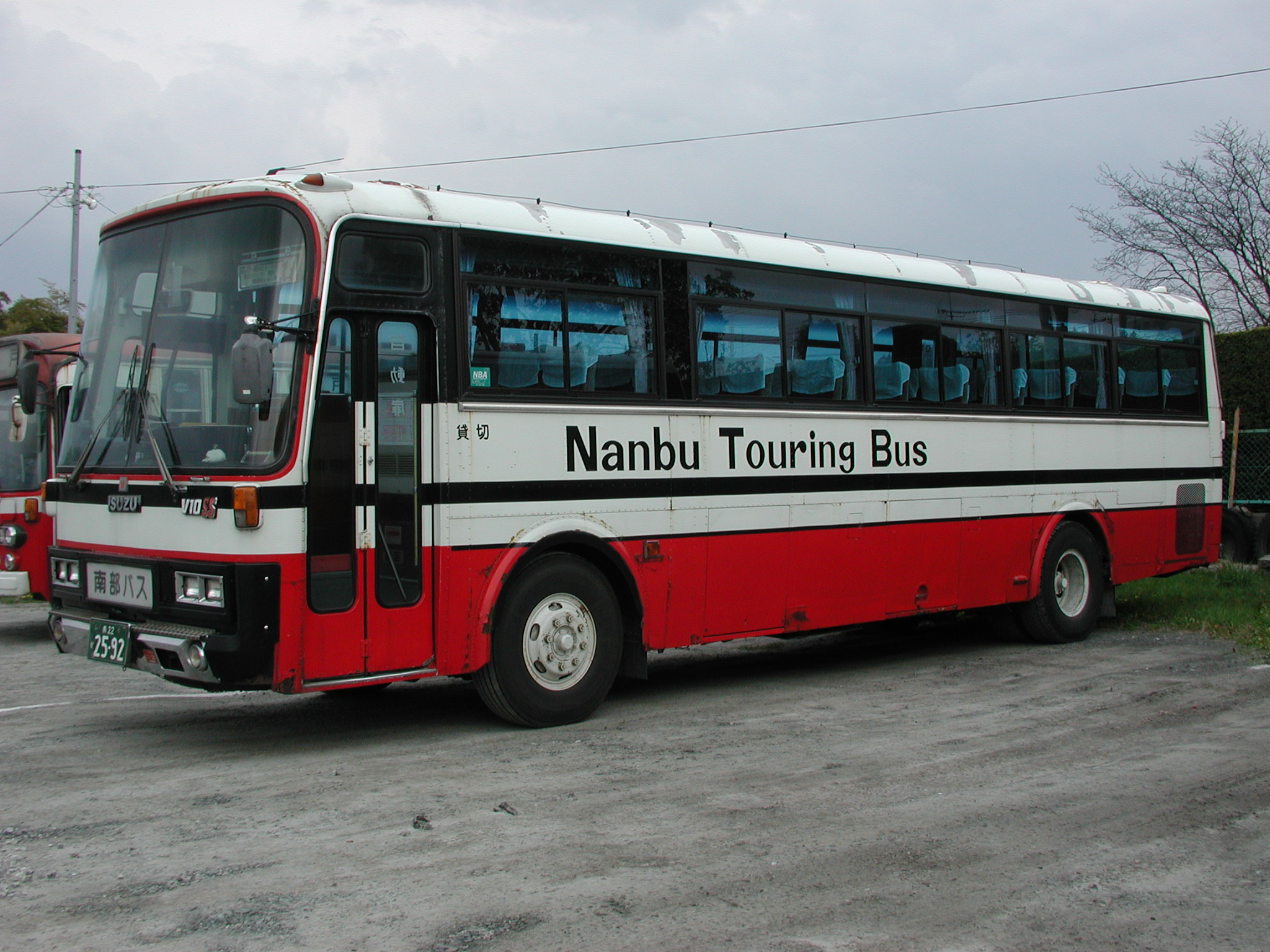
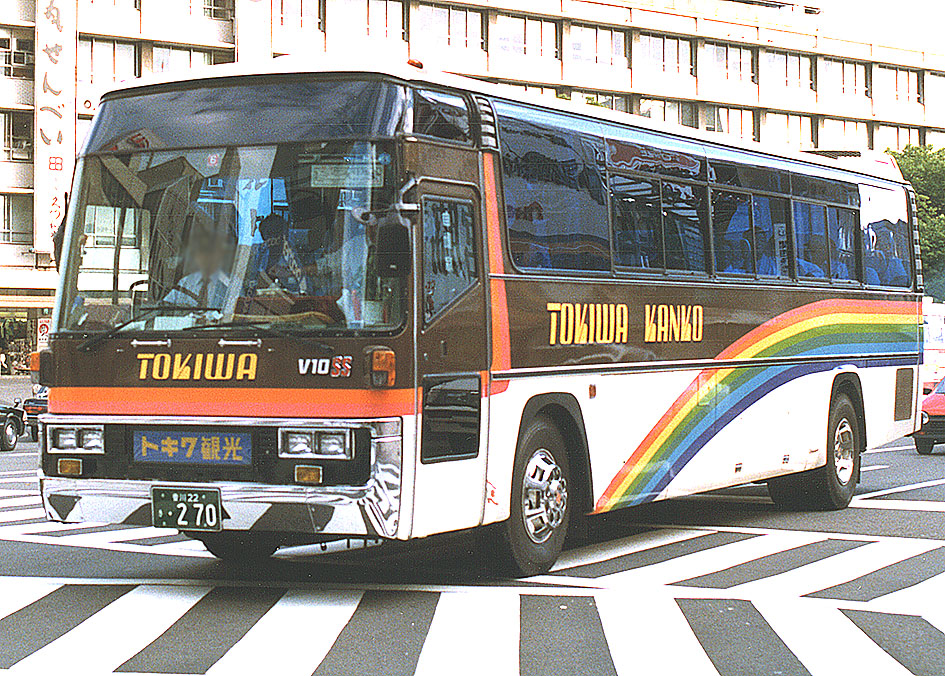
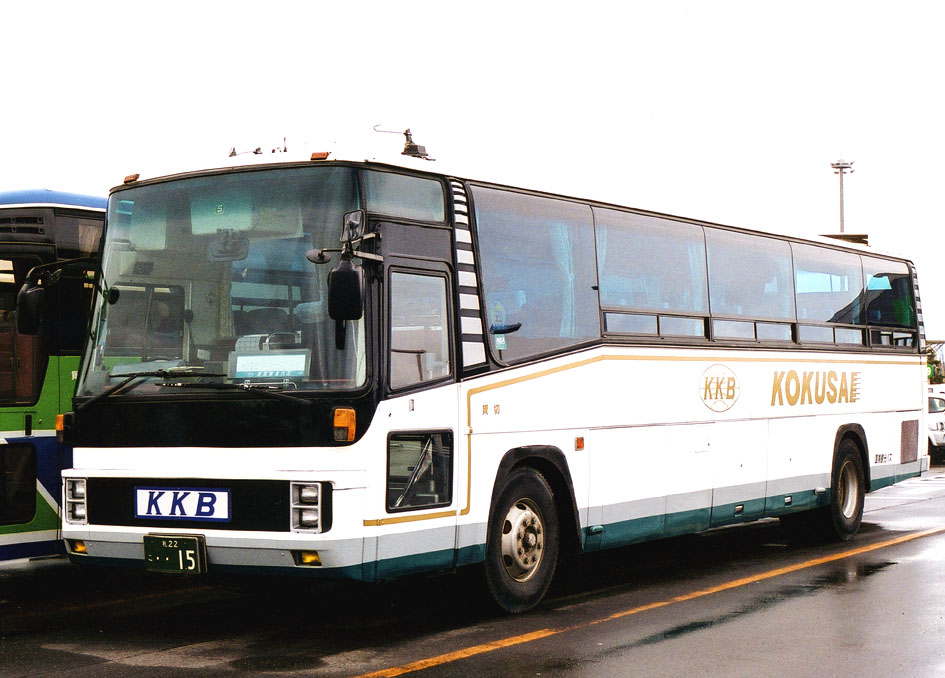
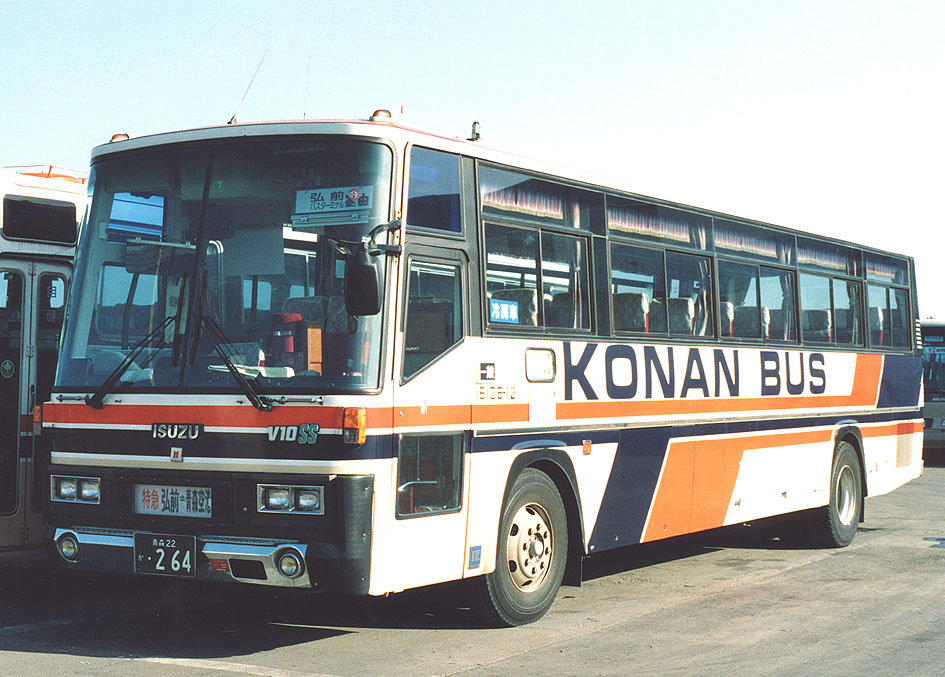

#### PA-LV2A
1983년 배출가스 규제에 대응에 따라 1984년에 출시한 모델로 P-LV219S/219Q/217H 모델로 출시되었다. 엔진은 8PC1-N형, 10PC1형이 탑재되었다가 이후 8PC1-S형 엔진으로 변경되었다. 일본 최초의 전폭 9m 대형 버스로 1986년에 마이너 체인지가 되면서 후면 스타일이 변경되었다. 같은 해 후속 차량인 이스즈 슈퍼크루져 HD형 차량이 생산되면서, 병행 생산했으나 1987년에 단종되었다.

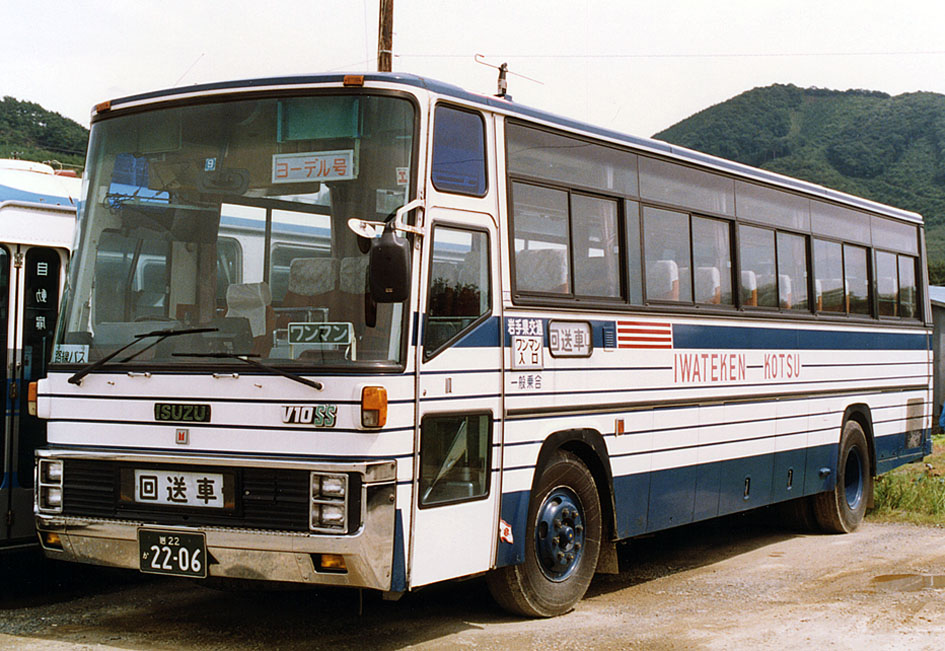
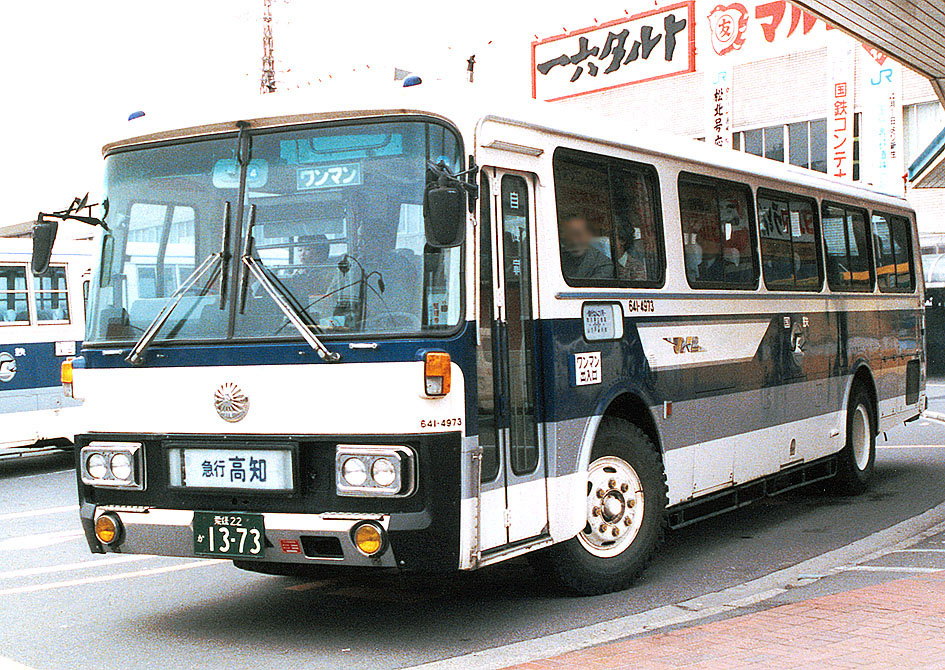
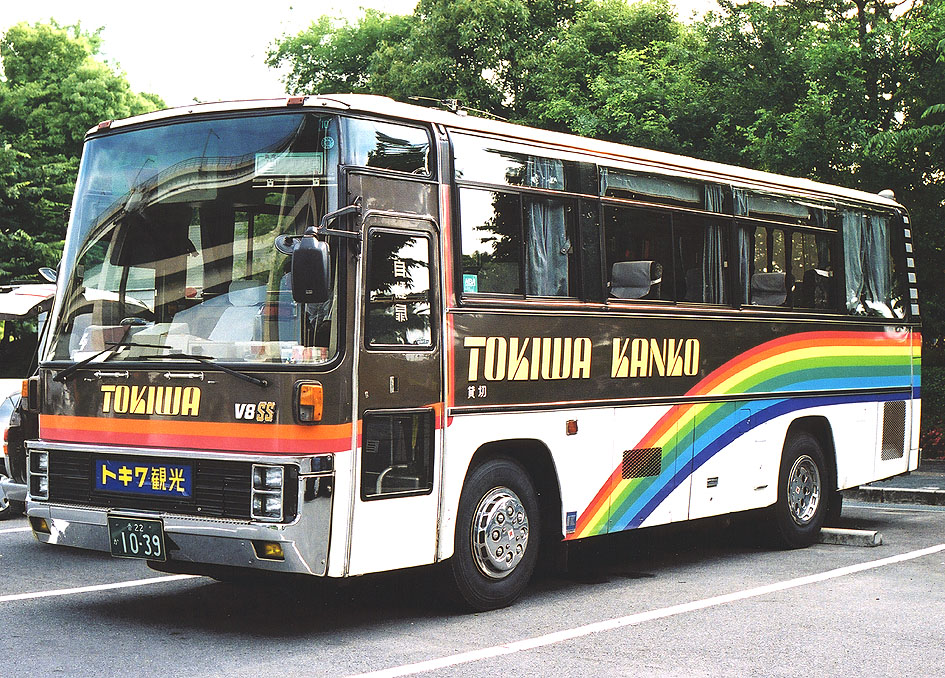

### 이스즈 슈퍼크루저

#### P-LV719
1986년에 PA-LV2A 모델 후속으로 출시되었고 전고 3,66m의 SHD급 차량이 출시되었다. 같은 해에 가와시게 차체에서 아이케이 코치로 사명이 변경되었다. 1987년에 전고 3,28m의 HD급이 라인업에서 추가되었다. 엔진은 10PC1형이 탑재되었고 일본 최초의 UFC 모델이다. 높은 전고와 폭이 넓은 좌석이 특징으로, SHD급 모델에서 인기를 끌었다. P-LV719R 차량의 길이는 12m이고, P-LV719N 차량의 길이는 11.5m이다. 대한민국에서는 대우자동차 (現 자일대우버스)에서 BH120F 로얄크루저라는 이름으로 생산됐었다.

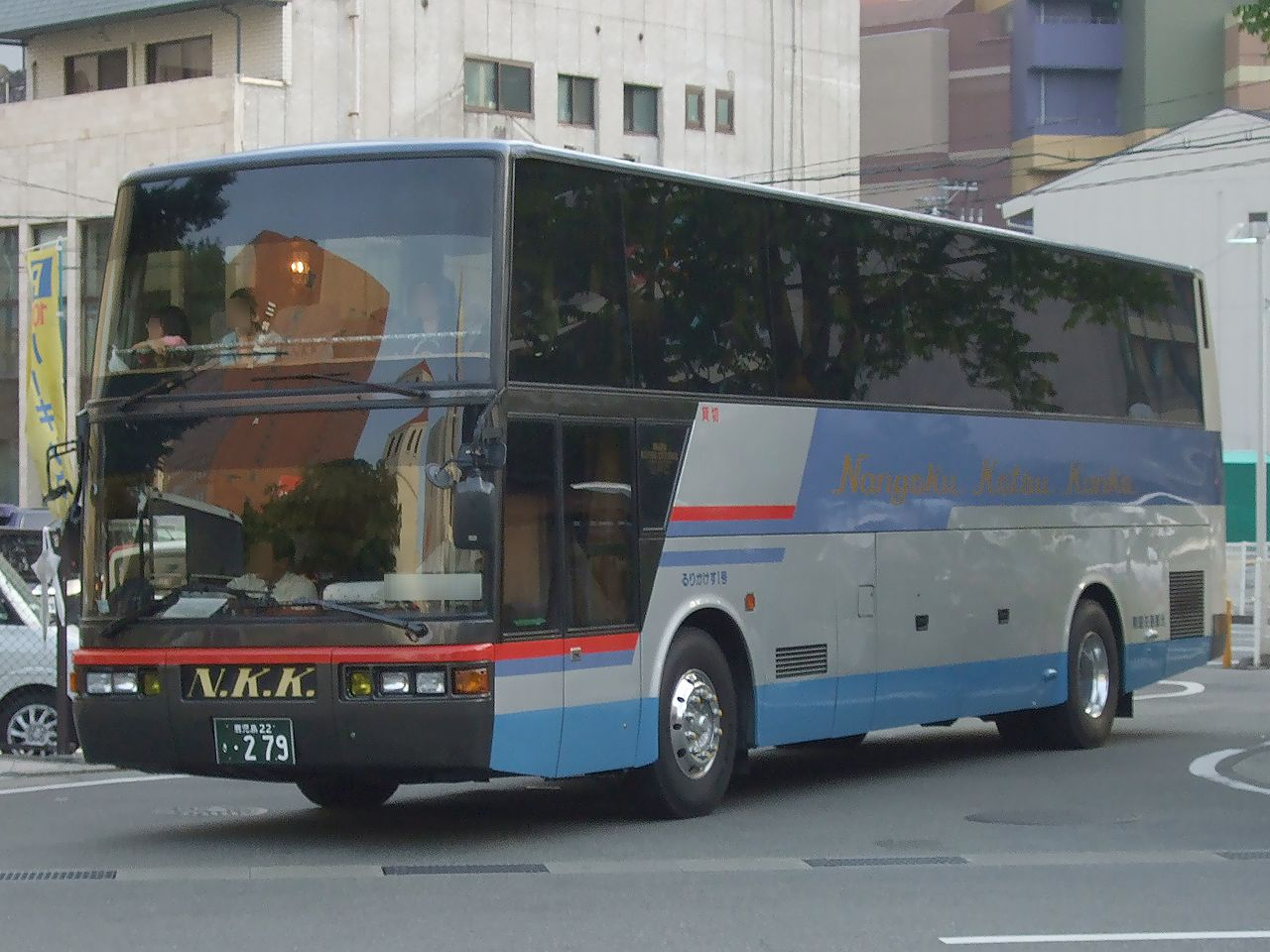
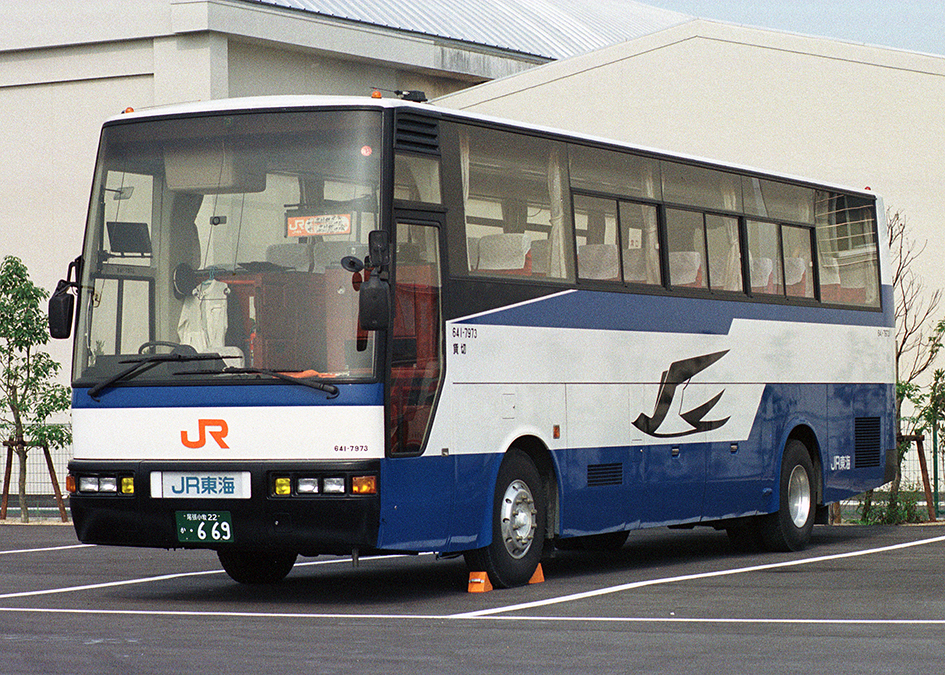
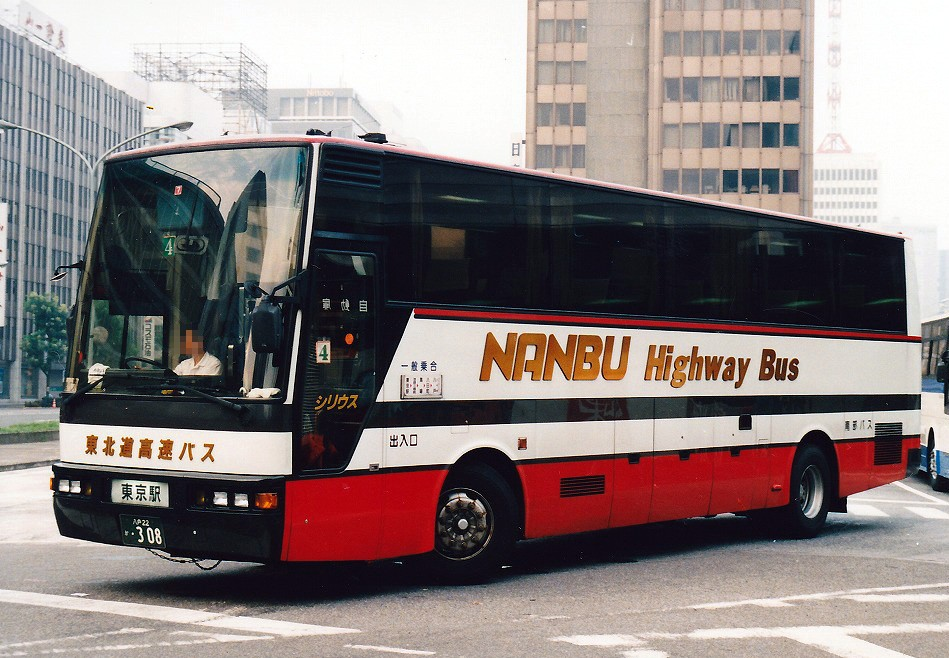
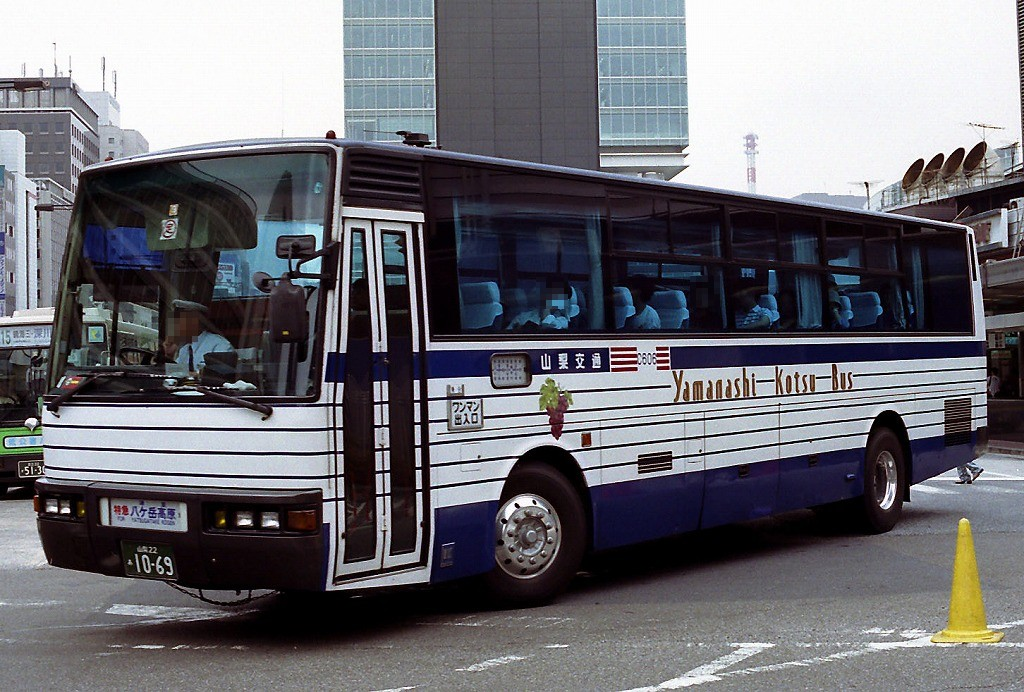

#### U-LV771
1989년 배출가스 규제에 대응에 따라 1990년에 출시한 모델로 엔진은 10PC1형이 탑재되었다. U-LV771R 차량의 길이는 12m이고, U-LV771N 차량의 길이는 11.5m이다. 최초로 ABS가 옵션으로 적용되었다. 1994년에 페이스 리프트를 하면서, 이스즈 엘프, 이스즈 포워드 모델과 마찬가지로 헤드라이트 형태인 2등식으로 변경되었다.

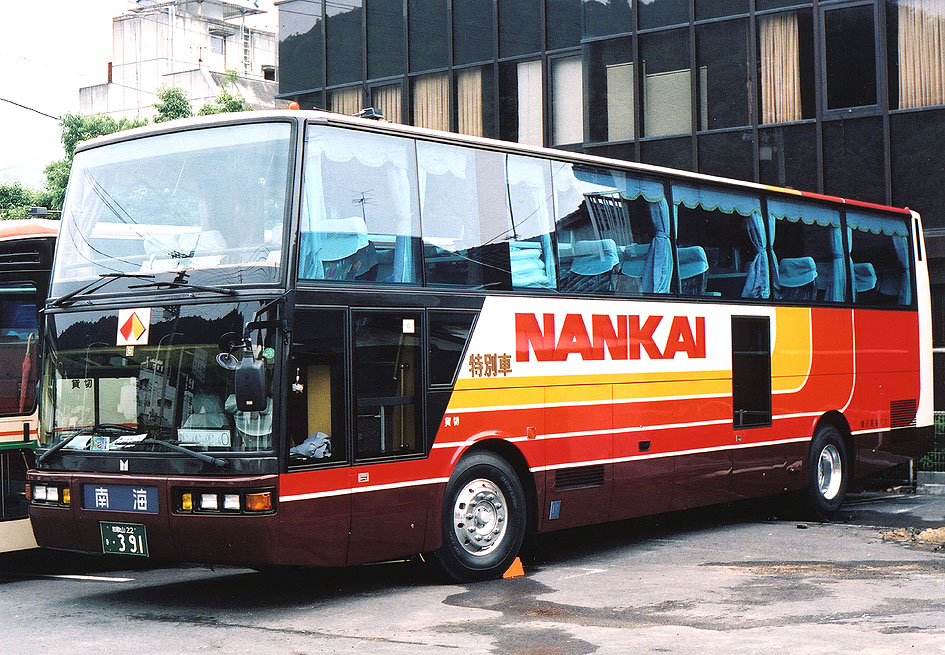
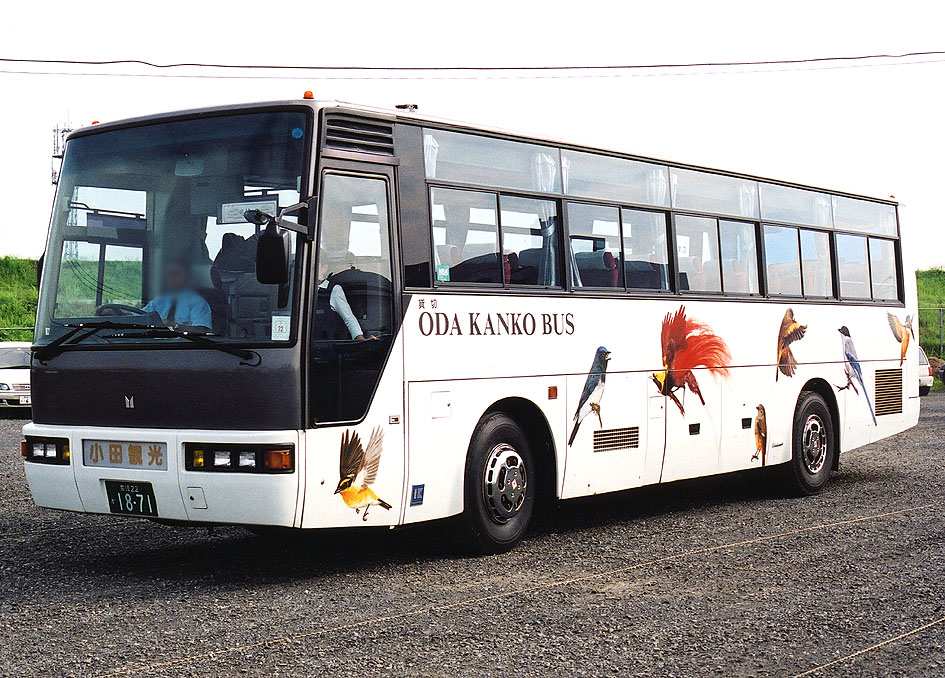
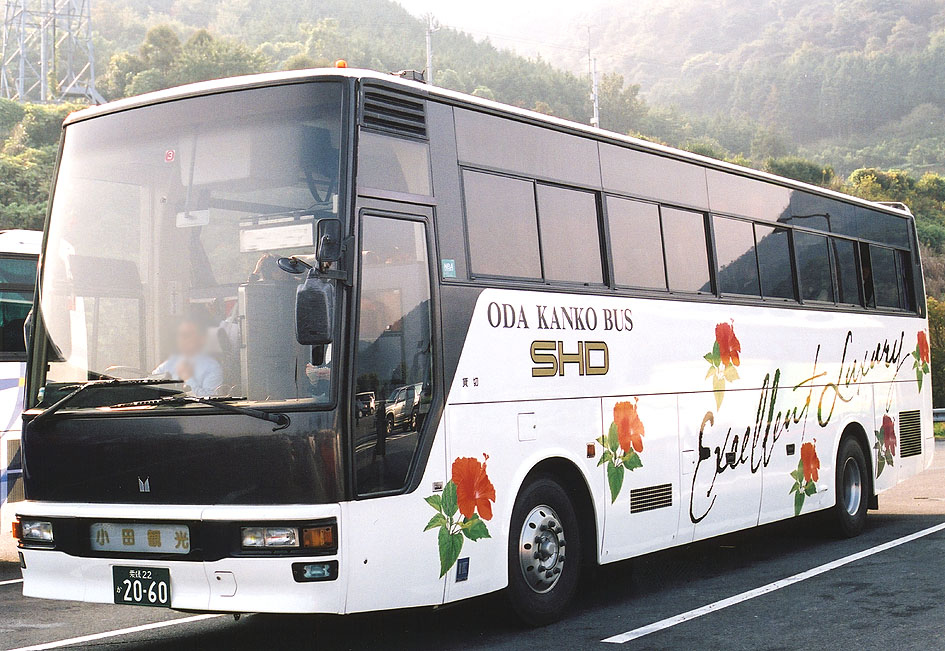
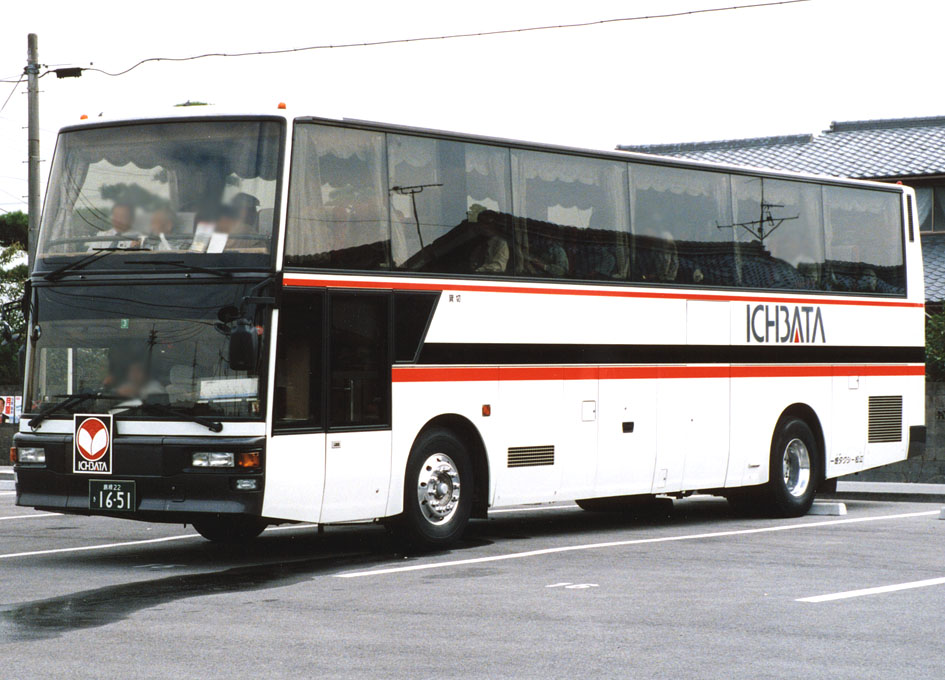

#### KC-LV781
1994년 배출가스 규제에 대응에 따라 1995년에 출시한 모델로 엔진은 10PE1형이 탑재되었다. KC-LV781R 차량의 길이는 12m이고, KC-LV781N 차량의 길이는 11.3이다. 또한 9m급 차량의 경우 KC-LV280H로 판매를 시작했고 엔진은 8PE1형이 탑재되었다. 같은 해에 이스즈 자동차가 전액으로 출자하면서 아이케이 코치에서 이스즈 버스 제조로 사명이 변경되었다. 1996년 12월에 이스즈 갈라 모델이 출시되면서 정품 차체 차량이 단종되었다. 다만 정품 이외의 차체 공급은 1998년까지 생산되었다.

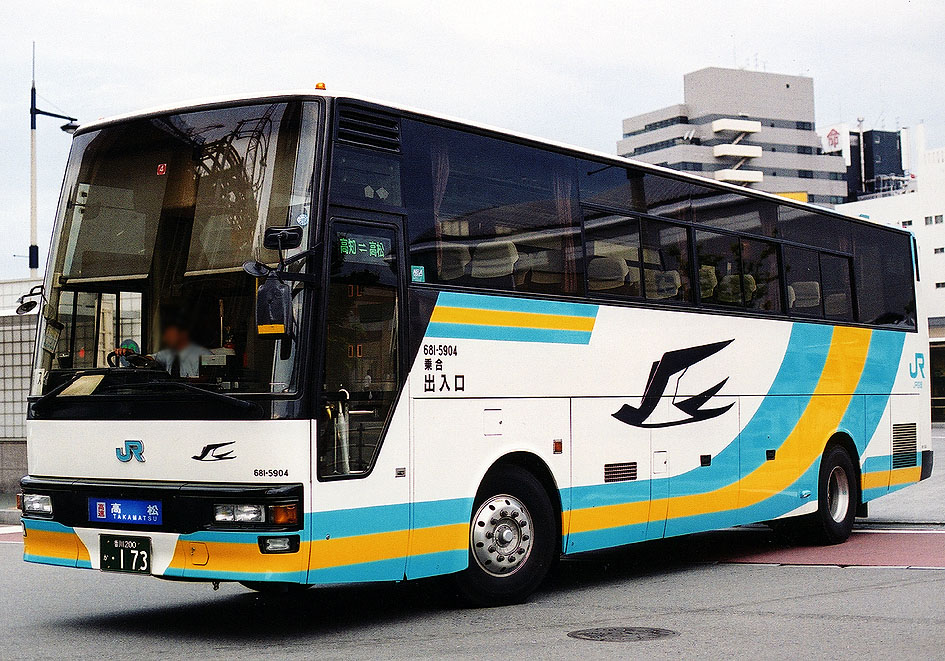
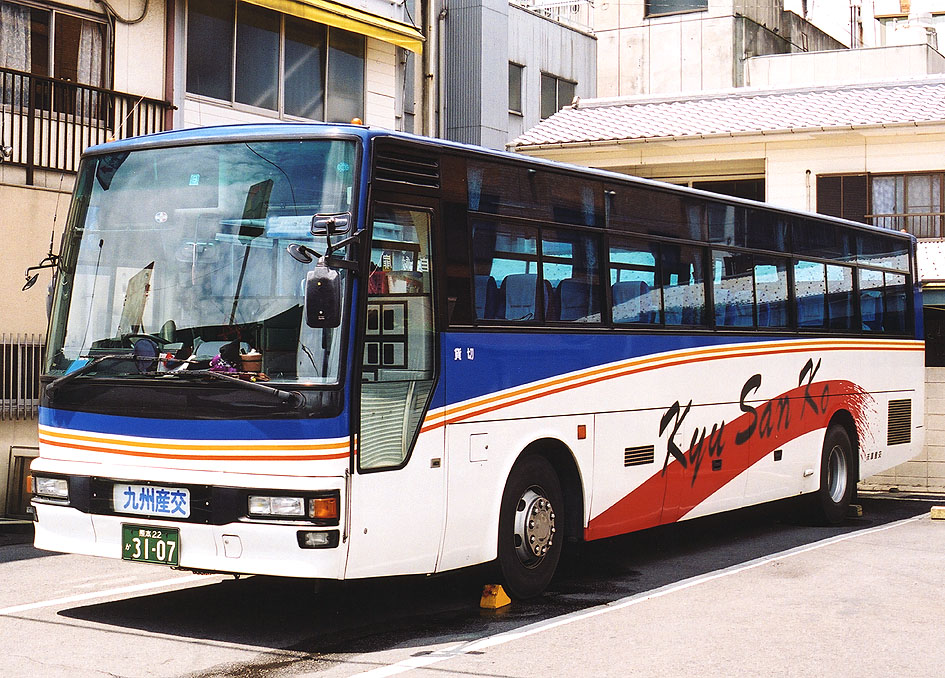
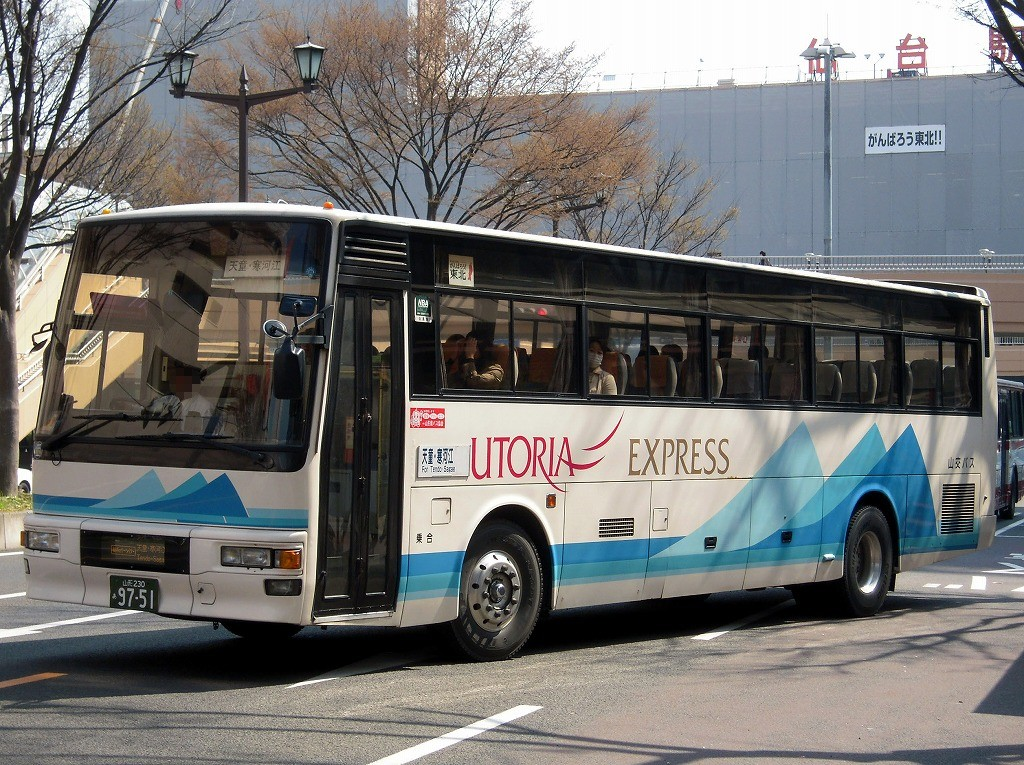
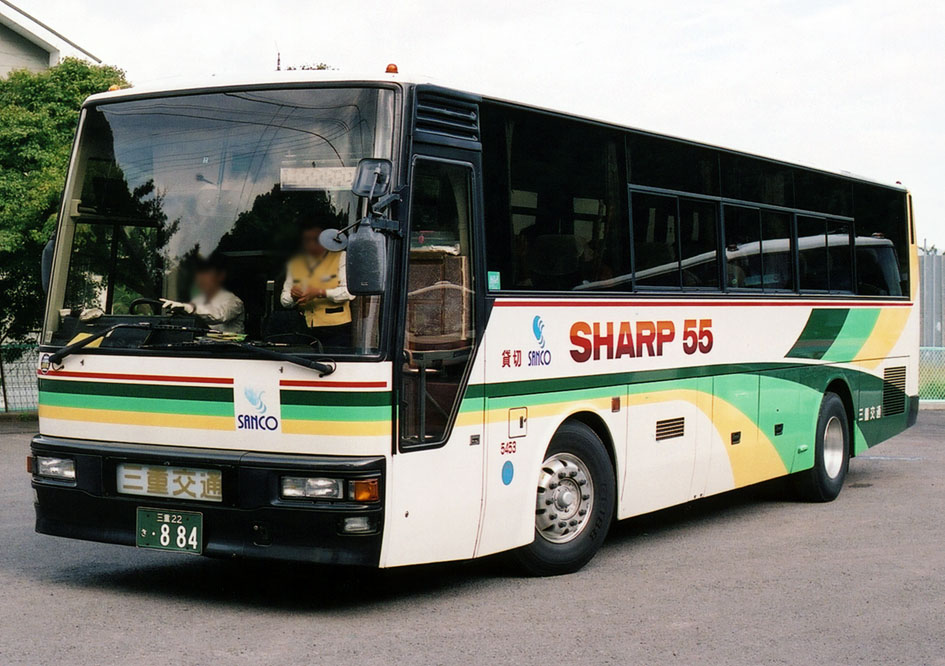

### 기타 차체 제작 차량

#### 후지중공업 (현,스바루)
- 이스즈 BU 모델부터 제작을 했으며 이스즈 슈퍼크루저의 경우 P-LV719, U-LV771R, KC-LV781R, P-LV719R 차량이 생산되었다.

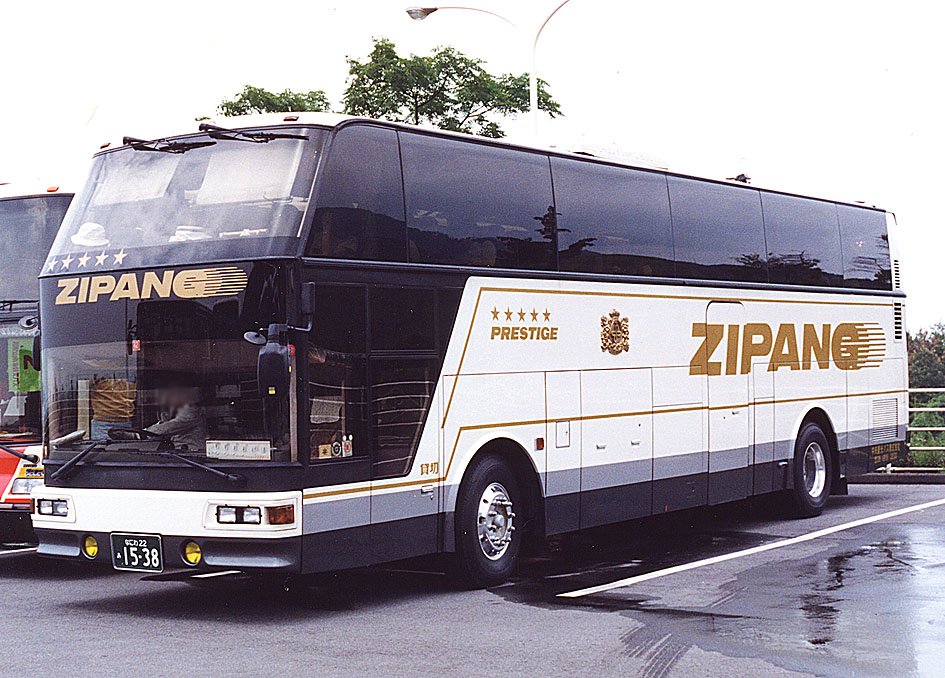
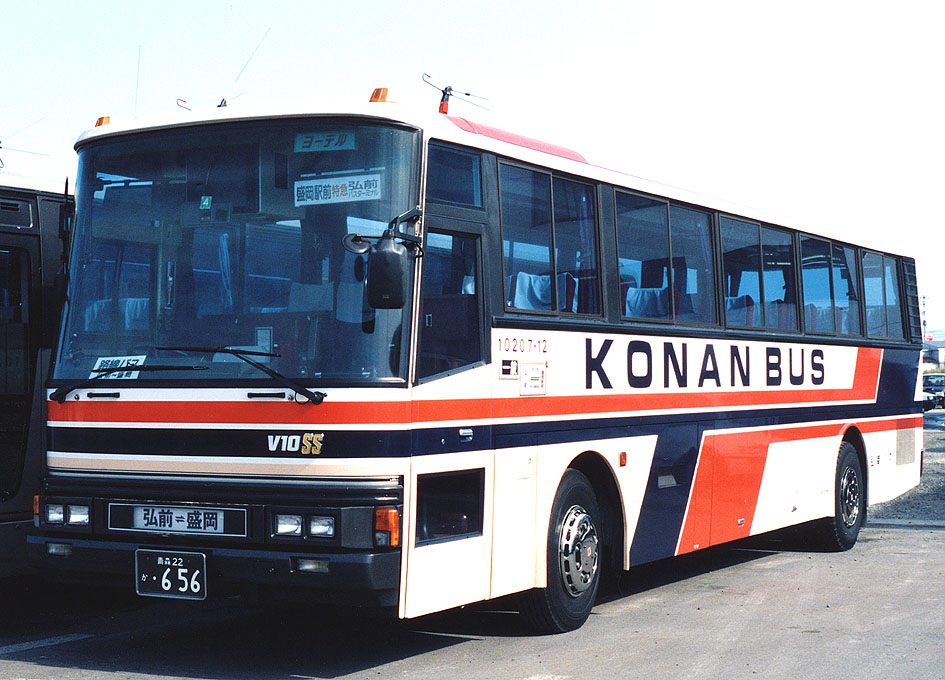
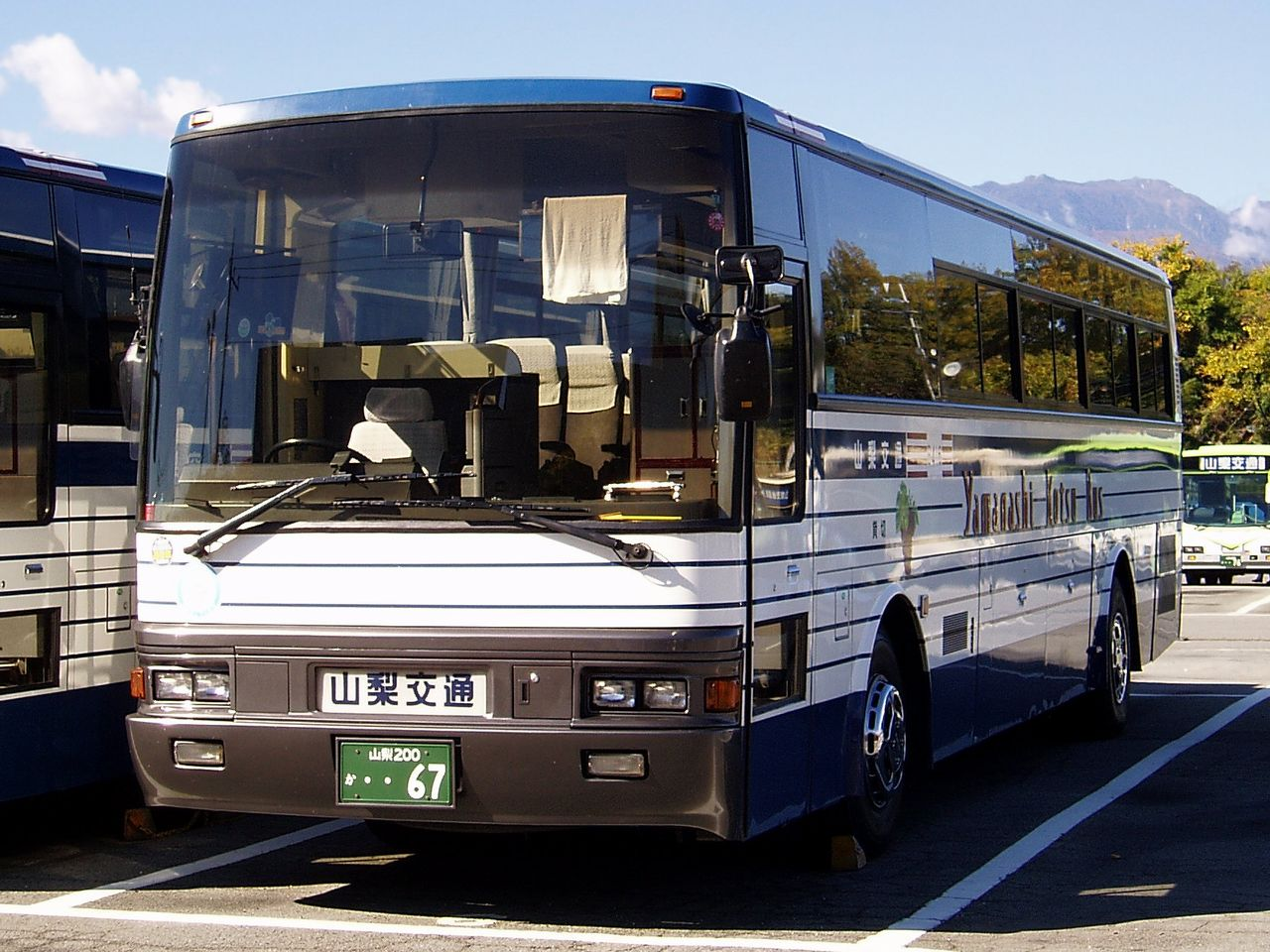
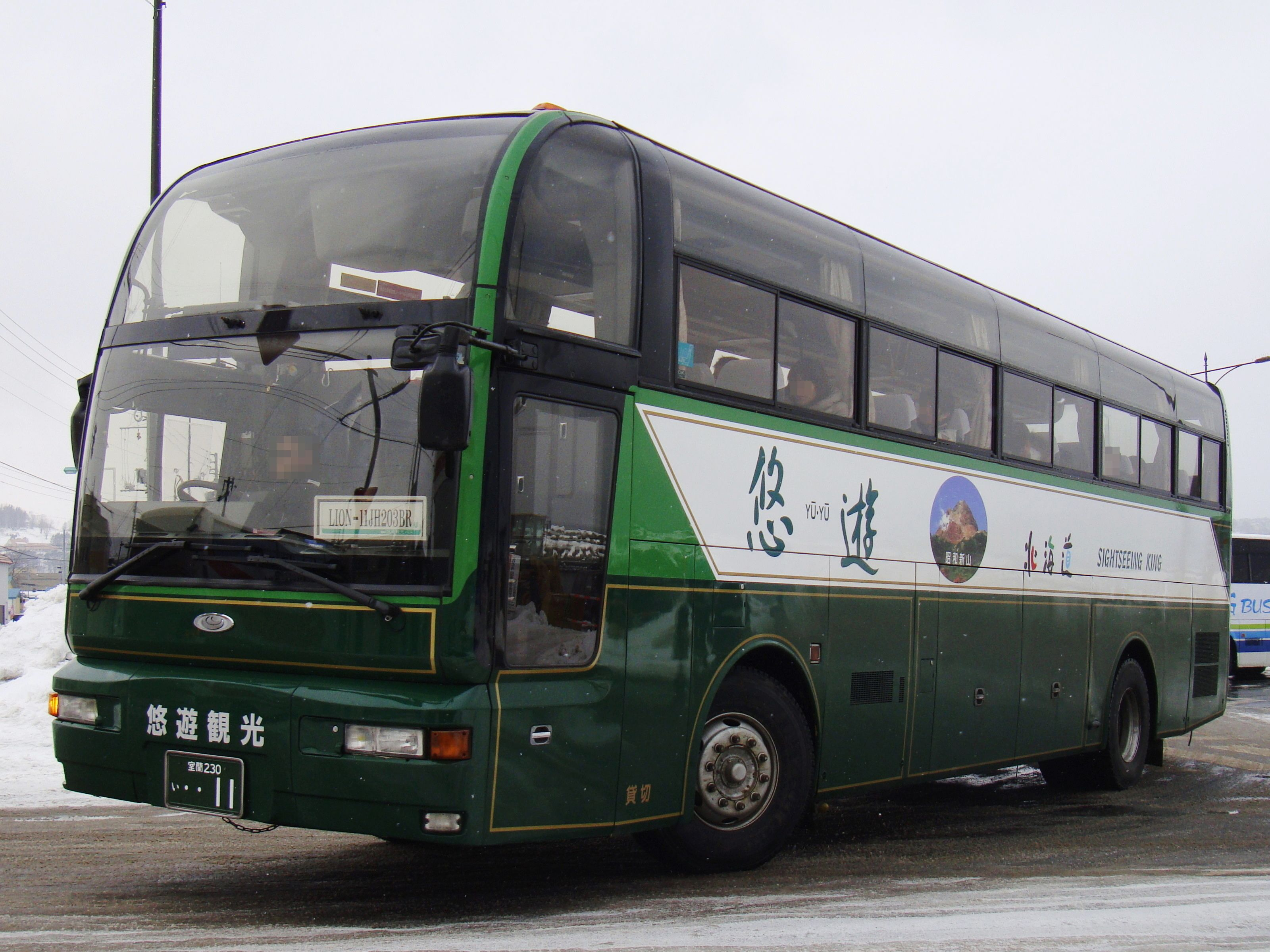

#### 서일본 차체 공업
- 58MC SD-1형, 58MC C-1형, 92MC 네오 로얄 C-1형, 92MC 네오 로얄 C-II형 차체로 생산되었다.

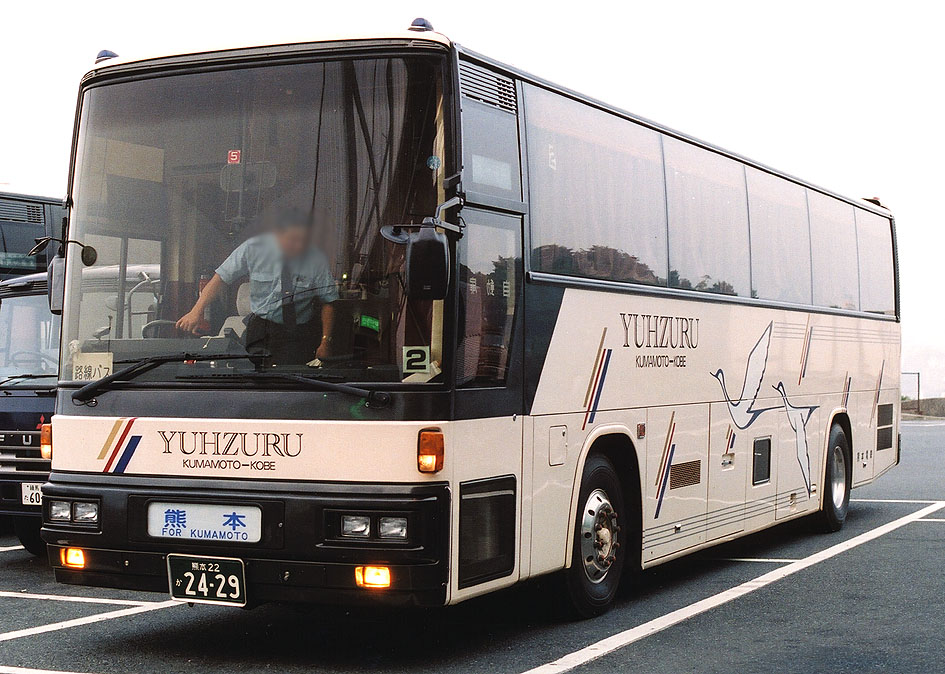
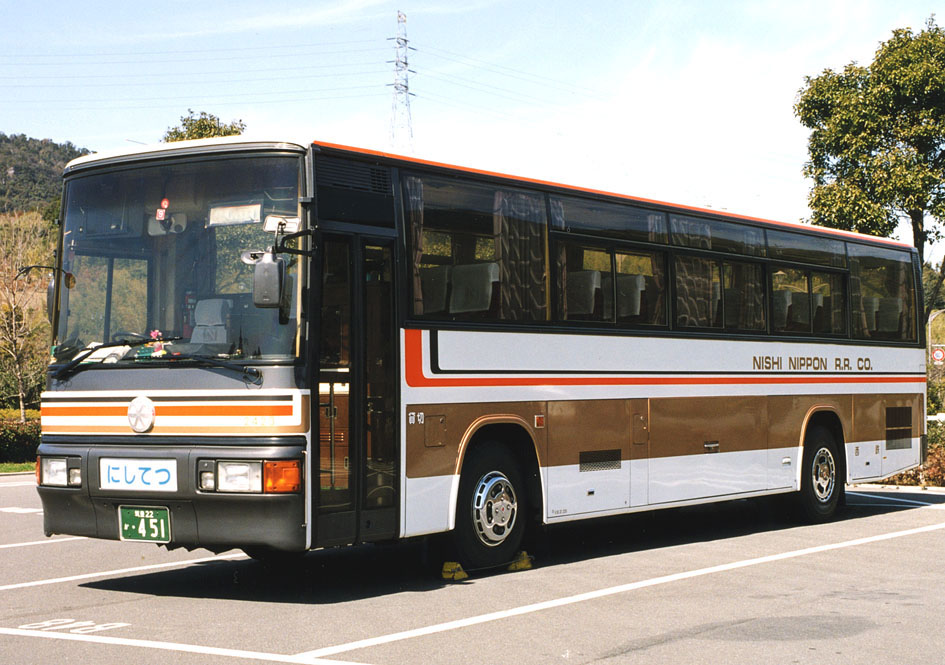
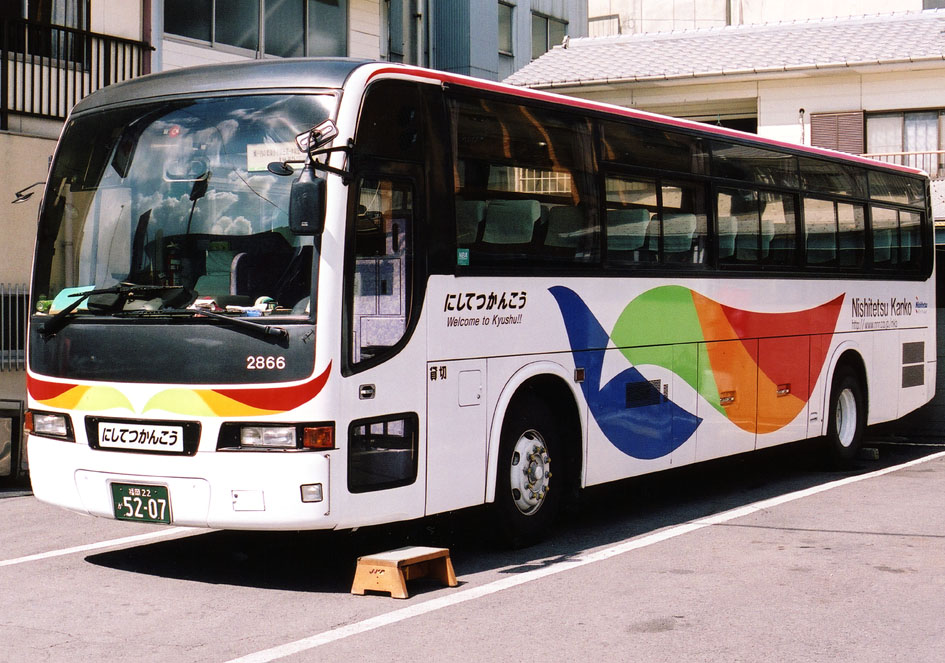
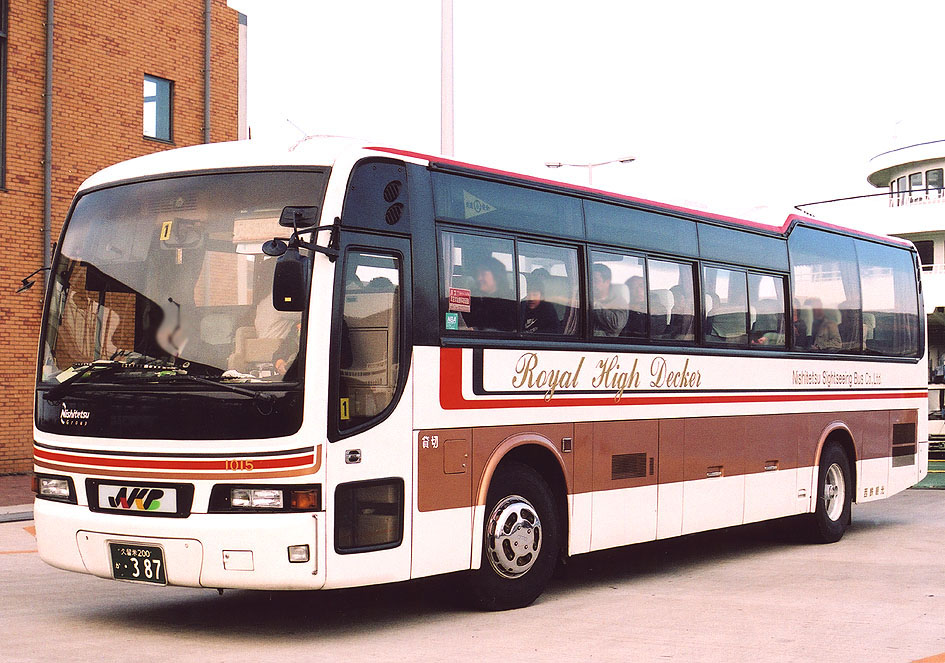

## 라인업
- HD (하이데커) 12m, 11.3m
- SHD (슈퍼 하이데커) 12m
- UFC (언더 플로어 코피트) 12m

## 같이 보기
- 이스즈 자동차
- 서일본 차체 공업
- 이스즈 버스 제조
- 스바루 커스트마이팅 공장